# Korwety projektu 1124
Korwety projektu 1124 (Albatros, ros. Альбатрос, kod NATO: Grisha) – typ radzieckich korwet przeznaczonych do zwalczania okrętów podwodnych, opracowanych w latach 60. XX wieku. Łącznie w latach 1968–1994 w pięciu seriach zbudowanych zostało co najmniej 88 jednostek tego typu.
Po rozpadzie Związku Radzieckiego, ponad 70 okrętów tego typu znalazło się w posiadaniu rosyjskiej marynarki wojennej. W 2013 roku w służbie pozostawało około 19 z nich (po sześć we Flocie Czarnomorskiej i Flocie Północnej oraz siedem we Flocie Oceanu Spokojnego). Kolejnych siedem służy w rosyjskiej straży granicznej.
Niewielka liczba korwet znalazła się na wyposażeniu marynarek wojennych Ukrainy (w 2014 roku – trzy jednostki w służbie), Litwy (dwie jednostki, wycofane do 2009 roku) i Gruzji (dwie jednostki, wycofane do 2000 roku).

## Serie
- 1124 (Grisha-I) – pierwsza seria, zbudowana w latach 1968–1974[2]; okręty wyposażone w wyrzutnię przeciwlotniczych pocisków rakietowych Osa-M, podwójną armatę kalibru 57 mm, armatę przeciwlotniczą kalibru 30 mm, cztery wyrzutnie torped 533 mm, dwie wyrzutnie rakietowych bomb głębinowych RBU-6000 oraz dwie zrzutnie bomb głębinowych lub min[4].
- 1124P (Grisha-II) – okręty dla straży granicznej, zamówione w 1973 roku[2]; jednostki wyposażone w dodatkową armatę kalibru 57 mm, natomiast pozbawione wyrzutni Osa-M[4].
- 1124M/MP (Grisha-III) – jednostki zbudowane w latach 1975-1985[5]; uzbrojenie podobne do pierwszej serii[4].
- 1124K (Grisha-IV) – pojedynczy okręt zbudowany w 1984 roku; dla celów testowych wyposażony w wyrzutnie przeciwlotniczych pocisków rakietowych 9K95 Kindżał[5][4].
- 1124MEh/MU (Grisha-V) – jednostki zbudowane w latach 1985-1994; dwie dodatkowe wyrzutnie przeciwlotniczych pocisków rakietowych Strzała-3, nowa armata kalibru 76 mm, pojedyncza wyrzutnia RBU-6000[5][4].